# Olaus Bidenius
Olaus Svenonis Bidenius, född i Sidensjö församling, död 1679 i Luleå landsförsamling, var en svensk präst.

## Biografi
Olaus Bidenius föddes i Sidensjö församling. Han var son till komministern Sven Djupzelius i församlingen och senare kyrkoherde i Grundsunda församling. Bidenius blev student vid Uppsala universitet den 25 oktober 1655 och prästvigdes 1657. Den 7 februari 1663 skickade Härnösands domkapitel en rekommendationsskrivelse till Krigskollegium till förmån för honom beträffande regementspastorstjänsten vid Västerbottens regemente. Han fick tjänsten och följde regementet till Skåne, där han sedan blev kvar. I Lund utsågs han till fakultetsnotarie både i den filosofiska och teologiska fakulteten. Efter avlagd disputation promoverades han till magister i Lund år 1670. Efter att ha tjänstgjort som regementspastor i 18 år erhöll han 1675 kunglig fullmakt att bli kyrkoherde i Luleå pastorat. Han avled redan 1679.
Hans välbevarade gravsten finns fortfarande kvar i kyrkans sakristia.

### Familj
Bidenius gifte sig i Stockholm med Catharina Michaelsdotter Burman, dotter till handelsmannen Michael Björnsson Burman i Stockholm. De fick tillsammans barnen kyrkoherden Sven Bidenius Renhorn (född 1673) i Brunflo församling, Karin Bidenius och Olof Bidenius.
Efter makens död skulle hon återvända till Stockholm, men förlorade då hela sin egendom i en skeppsolycka. Den 26 januari 1687 beviljades hon ett understöd om tolv tunnor spannmål årligen av Kunglig Majestät. Hon gifte sedermera om sig med befallningsmannen Hans Renhorn över Lappmarken.